# Gregor Zielinsky
Gregor Zielinsky (* 1957 in Wanne-Eickel) ist ein deutscher Tonmeister.
Nach dem Abitur absolvierte Zielinsky ein Studium an der Hochschule für Musik in Detmold. Dieses Studium schloss er mit dem geschützten Titel „Diplom-Tonmeister“ ab. Danach trat er eine Stelle bei der Deutschen Grammophon an, wo er bis zum Jahr 2000 beschäftigt war. 1992 wurde Zielinsky für die Aufnahme von Candide mit Leonard Bernstein in den Abbey Road Studios mit dem Grammy in der Kategorie Beste technische Klassikaufnahme ausgezeichnet. Dies ist die höchste internationale Auszeichnung, die einem Tonmeister zuteilwerden kann. Er gilt als „ein Großer der Szene“. Von 2000 bis 2018 arbeitete er für Sennheiser. Seither ist er Producer und Manager in den Tessmar Studios Hannover. Mehrfach wurde er für Piano Recording international ausgezeichnet. 2018 entstand durch den Tessmar-Gründer und unter Mitwirkung Zielinskys ein Tonstudio von größerer Bedeutung in Langenhagen.

## Veröffentlichungen
- mit Lasse Nipkow, Tom Ammermann: Die Bedeutung von 3D bei Immersive Audio, in: VDT-Magazin, Ausgabe 1-2019, S. 22.

## Belege
1. ↑  Burkhard Straßmann: Raum zwischen den Ohren, in: Zeit online, 9. Dezember 2010.
2. ↑  Sennheiser präsentiert 3D-Sound, mebucom, 8. Dezember 2014.
3. ↑  Ein neuer Ort für die Musikstadt Hannover, in: Hannoversche Allgemeine, 25. September 2018.

| Personendaten    | Personendaten        |
| ---------------- | -------------------- |
| NAME             | Zielinsky, Gregor    |
| KURZBESCHREIBUNG | deutscher Tonmeister |
| GEBURTSDATUM     | 1957                 |
| GEBURTSORT       | Wanne-Eickel         |